# Seiji Ozawa
Seiji Ozawa (Shenyang, 1º settembre 1935 – Tokyo, 6 febbraio 2024) è stato un direttore d'orchestra giapponese.

## Biografia
Seiji Ozawa nacque il 1º settembre 1935 a Shenyang, nel Manchukuo, territorio cinese occupato all'epoca dal Giappone. Lasciò il pianoforte per la direzione d'orchestra in seguito a un incidente sportivo (occorsogli durante un match di rugby) che gli deformò alcune dita delle mani. 
Studiò nella Toho Gakuen School of Music di Tokyo, dove si diplomò nel 1959, poco prima di partire, in viaggio di studio, per l'Europa. Vinse il concorso internazionale di Besançon nel 1959 e il premio Koussevitzky al Berkshire Music Center nel 1960.
Ozawa conobbe il celebre direttore Charles Münch che lo portò con sé negli Stati Uniti, dandogli la possibilità di studiare nel prestigioso Berkshire Music Center di Tanglewood. Vinse quindi una borsa di studio che gli permise di collaborare con Herbert von Karajan e i Berliner Philharmoniker. Già nel 1961 divenne assistente di Leonard Bernstein alla New York Philharmonic.
Dal 1965 al 1969 diresse l'Orchestra Sinfonica di Toronto, mentre dal 1970 al 1976 fu direttore della San Francisco Symphony Orchestra.
A Salisburgo nel 1966 diresse un concerto con Alfred Brendel ed i Wiener Philharmoniker, nel 1969 Così fan tutte con Rosalind Elias, Teresa Stratas e Walter Berry, e un concerto con l'Orchestre de Paris. Nel 1970 tenne un concerto con i Berliner Philharmoniker ed Henryk Szeryng.
Nel 1970 diresse un concerto per il Teatro La Fenice di Venezia e la prima esecuzione assoluta nella Großer Musikvereinsaal di Vienna del Concerto op. 33 per violino e orchestra di Gottfried von Einem.
Ancora a Salisburgo nel 1972 diresse un concerto con la Staatskapelle Dresden e nel 1973 con la London Symphony Orchestra.

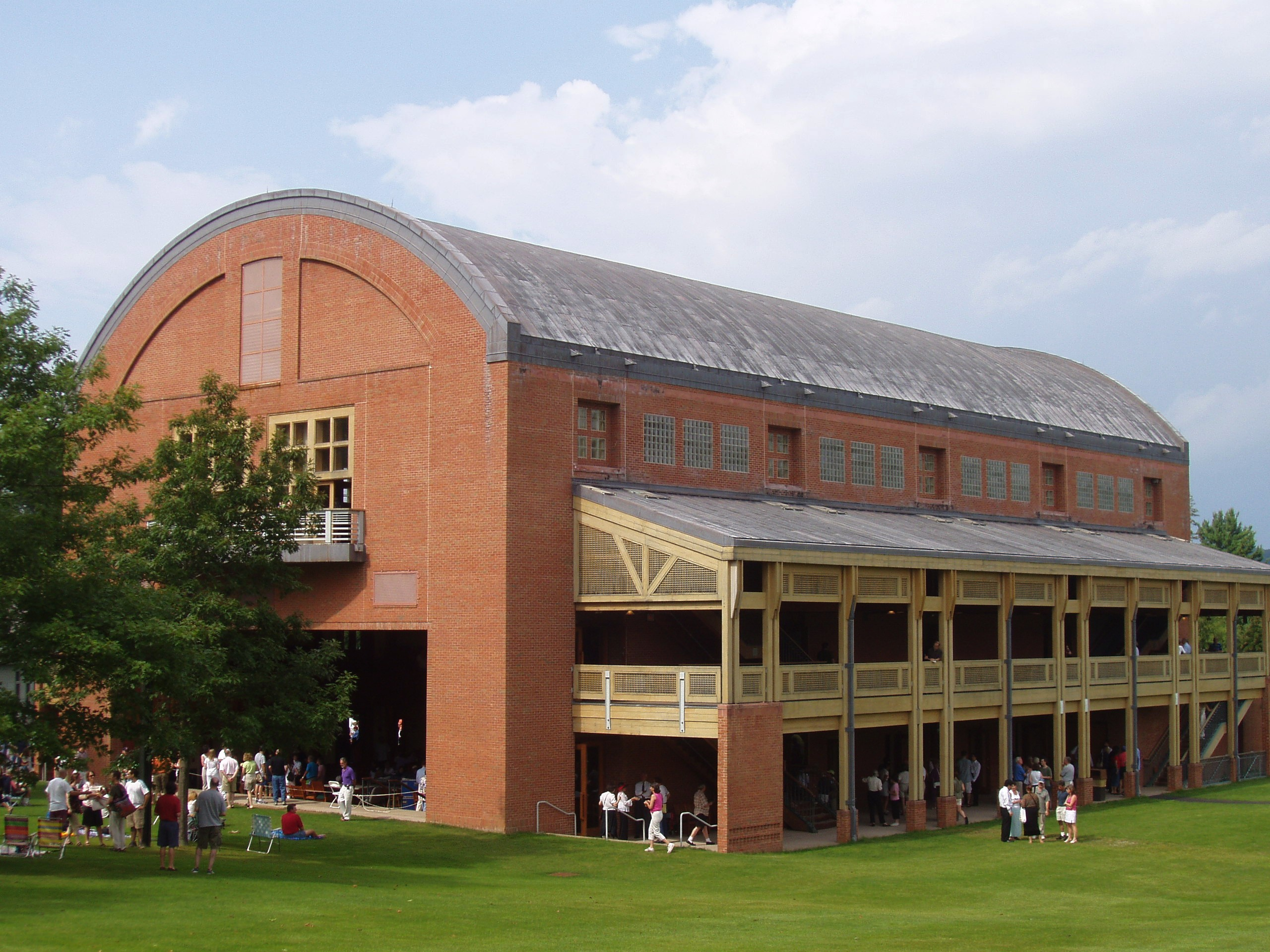
La Seiji Ozawa Hall a Tanglewood, dedicata al direttore dalla Boston Symphony Orchestra.

L'incarico più importante tuttavia lo svolse conducendo la Boston Symphony Orchestra, dal 1973 al 2002; ebbe modo di eseguire gran parte del repertorio classico ma favorendo  in modo particolare la musica classica del Ventesimo Secolo, con un occhio anche ai linguaggi jazz: celebri a questo riguardo sono le sue prime assolute di composizioni di György Ligeti e Olivier Messiaen; di indiscusso valore anche la sua interpretazione dei Carmina Burana di Orff. Per riconoscenza e gratitudine la fondazione della Boston Symphony Orchestra gli dedicò una sala nel complesso edile di Tanglewood. Nella Symphony Hall di Boston diresse le prime esecuzioni assolute nel 1975 del Concerto per orchestra di William Thomas McKinley, nel 1976 di Double-Crossings di Irwin Bazelon, nel 1982 di Calls and Cries di Sándor Balassa e nel 1983 del Concerto per pianoforte e orchestra di Peter Lieberson.
Nel 1974 diresse Eugene Onegin al Royal Opera House, Covent Garden di Londra.
Nuovamente a Salisburgo dal 1975, vi diresse nel 1977 un concerto con Maurice André e nel 1979 La damnation de Faust con Frederica von Stade, Dietrich Fischer-Dieskau e la Boston Symphony Orchestra.
Nel 1976 diresse la prima esecuzione assoluta nel War Memorial Opera House di San Francisco di Illustrated Alice di David Del Tredici.
Al Teatro alla Scala di Milano debuttò nel 1980 dirigendo Tosca con Rajna Kabaivanska, Luciano Pavarotti ed Alfredo Mariotti.
Nel 1981 vinse un Grammy nella categoria  "Best solo instrument performance with orchestra".
A Salisburgo nel 1982 diresse un concerto con Yo-Yo Ma e nel 1983 con Alexis Weissenberg.
Alla Scala nel 1983 diresse La damnation de Faust con Samuel Ramey.
A Salisburgo nel 1984 diresse la Sinfonia n. 2 (Mahler) con Jessye Norman.
Alla Scala nel 1985 diresse un concerto con Viktoria Mullova trasmesso da Canale 5 e nel 1986 Eugene Onegin con Mirella Freni e Nicolai Ghiaurov ed un concerto diretto da Canale 5.
All'Edinburgh International Festival nel 1986 diresse Oberon (opera).
A Salisburgo nel 1986 diresse un concerto con Krystian Zimerman e nel 1988 Jeanne d´Arc au bûcher di Arthur Honegger.
Al Wiener Staatsoper debuttò nel 1988 con Eugene Onegin con la Freni e Ghiaurov.
Alla Scala nel 1989 diresse Oberon e tiene un concerto trasmesso da Canale 5 e nel 1990 La dama di picche con la Freni.
A Salisburgo nel 1990 diresse Idomeneo con Sylvia McNair e Cheryl Studer ed un concerto con Nobuko Imai e la Saito Kinen Orchestra e nel 1991 due concerti.
Nel 1992 fondò in Giappone il Saito Kinen Festival Matsumoto, festival sinfonico e operistico, a Vienna dirige La dama di picche con la Freni e debutta al Metropolitan Opera House di New York con Eugene Onegin con la Freni, Ghiaurov e la Elias.
Nel 1993 alla Scala diresse un concerto con la Boston Symphony Orchestra ed a Vienna Falstaff con Ramón Vargas ed Angela Gheorghiu.
Nel 1994 tenne un concerto alla Scala trasmesso da Retequattro ed a Salisburgo.
Nel 1995 debuttò all'Opéra National de Paris con Tosca con Plácido Domingo ed alla Scala diresse La damnation de Faust con la von Stade e José van Dam.
Nel 1997 a Salisburgo diresse un concerto con Susan Graham e nel 1998 a Vienna Ernani.
Nel 1999 a Salisburgo diresse un concerto con la Norman ed a Parigi I dialoghi delle Carmelitane.
Nel 2001 alla Scala diresse un concerto, a Parigi La damnation de Faust con Jennifer Larmore e van Dam, e a Vienna Salomè.
Dal 2002 fino al 2010 fu direttore della Wiener Staatsoper prendendo il posto di Claudio Abbado. Iniziò dirigendo nel 2002 il Concerto di Capodanno di Vienna, poi Jenůfa di Leoš Janáček con Agnes Baltsa e Jonny in Jonny spielt auf di Ernst Křenek, nel 2003 Zauberflöte für Kinder, Così fan tutte, Tosca, Don Giovanni, Le nozze di Figaro e Der fliegende Holländer, nel 2004 Fidelio con Waltraud Meier, nel 2005 Wozzeck, Elettra, Manon Lescaut e nel 2007 la Sinfonia n. 2 di Mahler. Fino al 2009 il maestro diresse 174 rappresentazioni viennesi.
Nel 2004 a Parigi diresse L'Heure espagnole e Gianni Schicchi, e a Salisburgo un concerto.
Nel 2007 a Parigi diresse Tannhäuser e nel 2008 al Metropolitan La dama di picche con Marija Hulehina.
Nel 2009 diresse La piccola volpe astuta di Janáček al Teatro Comunale di Firenze ripreso da Raitre; subito dopo gli venne diagnosticato un tumore all'esofago che gli impedì di svolgere la sua attività direttoriale per circa un anno e che gli fece perdere quasi 17 chili di peso. Nel settembre 2010 tornò a dirigere proprio nel festival giapponese da lui fondato, annunciando di avere rinnovate forze e di poter proseguire l'attività anche con un concerto a New York.
Nel 2012 diresse Madama Butterfly a Ōtsu.
Seiji Ozawa morì nella sua casa di Tokyo il 6 febbraio 2024 all'età di 88 anni per insufficienza cardiaca. La famiglia ne diede l'annuncio solo qualche giorno dopo, a funerali avvenuti, celebrati in forma strettamente privata.

## Vita privata
Si sposò due volte: la prima con la pianista Kyoko Edo, la seconda con l'attrice e modella Miki Irie (Vera). Dal secondo matrimonio nacquero due figli: una femmina, Seira, e un maschio, l'attore Yukiyoshi Ozawa.

## Discografia parziale
- J.S. Bach: Transcriptions by Stokowski, Schoenberg, Stravinsky & Webern - Tanglewood Festival Chorus/Boston Pops Orchestra/Boston Symphony Orchestra/Seiji Ozawa, 1992 Decca
- Beethoven, Piano Concerto No. 5 "Emperor" - Boston Symphony Orchestra/Seiji Ozawa, 1981 Telarc
- The Best of Beethoven - Atlanta Symphony Chorus/Boston Symphony Orchestra/Seiji Ozawa, 1981 Telarc
- Beethoven, The Five Piano Concertos - Boston Symphony Orchestra/Rudolf Serkin/Seiji Ozawa, 1984 Telarc
- Beethoven, Symphony No. 3 "Eroica" - San Francisco Symphony/Seiji Ozawa, 1975 Philips
- Berg Ravel Stravinsky, Conc. vl./Tzigane/Conc. vl. - Perlman/Ozawa/Mehta, Deutsche Grammophon - Miglior interpretazione solista di musica classica con orchestra (Grammy) 1981
- Berlioz, Requiem - Seiji Ozawa/Boston Symphony Orchestra/John Oliver/Tanglewood Festival Chorus/Vinson Cole, 1994 RCA/BMG
- Bizet, Carmen - Ozawa/Norman/Shicoff/Estes, 1988 Decca
- Ciaikovsky, Lago dei cigni - Ozawa/BSO, Deutsche Grammophon
- Ciaikovsky, Schiaccianoci/Bella add. suite - Ozawa/BSO/San Francisco SO, 1990 Deutsche Grammophon
- Ciaikovsky Sibelius, Conc. vl. - Mullova/Ozawa/BSO, 1985 Philips
- Tchaikovsky, Pique Dame/the Queen of Spades - Seiji Ozawa/Boston Symphony Orchestra, 1992 RCA/BMG
- Tchaikovsky, Symphony No. 5/Overture Solennelle "1812" - Berliner Philharmoniker/Seiji Ozawa, 1995 Deutsche Grammophon
- Tchaikovsky, Symphony No. 6/The Sleeping Beauty Suite - Orchestre de Paris/Seiji Ozawa, 1974 Philips
- Fauré, Pelléas/Dolly/Pavane/Elegia - Ozawa/BSO/Eskin, Deutsche Grammophon
- Faure, Requiem - Seiji Ozawa/Jay David Saks/Boston Symphony Orchestra, 2003 RCA/BMG
- Fauré: Pavane, Op. 50 - Boston Symphony Orchestra/Seiji Ozawa, 2009 Deutsche Grammophon
- Gounod: Faust - Ozawa/Cupido/Plowright/Estes, 1989 Deutsche Grammophon
- Honegger, Jeanne d'Arc au Bûcher - Marie-Claude Vallin/Orchestre national de France/Seiji Ozawa, 1991 Deutsche Grammophon
- Liszt, Conc. pf. n. 1-2/Totentanz - Zimerman/Ozawa/BSO, 1987 Deutsche Grammophon
- Mahler, Sinf. n. 1-10/Kindertotenlieder - Ozawa/Norman/Horne/Kanawa, 1980/1993 Philips
- Mendelssohn, Sogno di una notte - Ozawa/BSO/Battle/Von Stade, 1992 Deutsche Grammophon
- Mendelssohn: Violin Concerto; Beethoven: Romances In G & F Major - Isaac Stern/Boston Symphony Orchestra/Seiji Ozawa, 1981 Sony
- Messiaen, Turangalîla Symphony - Seiji Ozawa/Toronto Symphony Orchestra, 2004 RCA/BMG
- Mozart, Clarinet Concerto, Flute Concerto No.1 & Bassoon Concerto in B - Boston Symphony Orchestra/English Chamber Orchestra/Seiji Ozawa, 1993 Deutsche Grammophon
- Mussorgsky: Pictures at an Exhibition & Britten: Young Person's Guide to the Orchestra - Seiji Ozawa/Chicago Symphony Orchestra, 1967 Sony
- Offenbach, Les contes d'Hoffmann (The Tales of Hoffmann) - Orchestre national de France/Seiji Ozawa, 1989 Deutsche Grammophon
- Orff, Carmina Burana - Seiji Ozawa/Sherrill Milnes/Katherine Edmonds Pusztai/New England Conservatory Chorus/Children's Chorus of the New England Conservatory/Boston Symphony Orchestra, 2004 RCA/BMG
- Poulenc, Gloria/Stabat Mater - Boston Pops Orchestra/Kathleen Battle/Seiji Ozawa/Tanglewood Festival Chorus, 1989 Deutsche Grammophon
- Poulenc: Concerto in D Minor for 2 Pianos - Milhaud: Scaramouche - Katia Labèque/Marielle Labèque/Boston Symphony Orchestra/Seiji Ozawa, 1991 Philips
- Prokofiev, Romeo e Giul. (sel.)/Sinf. n. 1/Lieutenant Kijé - Ozawa/BSO/BPO/Dutoit/Montreal, 1986/1989 Deutsche Grammophon
- Prokofiev, Sinf. n. 1-7/Kijé - Ozawa/BPO/Schmidt, Deutsche Grammophon
- Prokofiev, Piano Concerto No. 2 in G Minor, Op. 16 - Ravel: Piano Concerto in G Major - Yundi Li/Berliner Philharmoniker/Seiji Ozawa, 2007 Deutsche Grammophon
- Rachmaninov, Conc. pf. n. 1, 2 - Zimerman/Ozawa/BSO, 1997/2000 Deutsche Grammophon
- Rachmaninoff, Piano Concerto No. 3 - Evgeny Kissin/Boston Symphony Orchestra/Seiji Ozawa, 1993 Sony
- Ravel, Bolero/Alborada/Valse/Rapsodie - Ozawa/BSO, Deutsche Grammophon
- Ravel, Bolero/Pavane/Rapsodie espagnole/La valse - Ozawa/BSO, 1974/1975 Deutsche Grammophon
- Ravel, Bolero/Rapsodie espagnole - Ozawa/BSO, 1974/1975 Deutsche Grammophon
- Ravel, Enfant et les sortilèges/Shéhérazade/Alborada del gracioso - Ozawa/Leonard/Graham/Saito Kinen, 2015 Deutsche Grammophon - Grammy Award for Best Opera Recording 2016
- Respighi, Pini/Feste romane/Fontane - Ozawa/BSO, Deutsche Grammophon
- Russo: Street Music; Three Pieces & Gershwin: An American in Paris - Corky Siegel/San Francisco Symphony/Seiji Ozawa/Siegel-Schwall Band, 1977 Deutsche Grammophon
- Schnittke: Concerto No. 2 for Cello and Orchestra, In memoriam...for Orchestra - London Symphony Orchestra/Mstislav Rostropovich/Seiji Ozawa, 1992 Sony
- Schoenberg, Gurrelieder - Boston Symphony Orchestra/James McCracken/Jessye Norman/Seiji Ozawa/Tanglewood Festival Chorus/Tatiana Troyanos, 1979 Universal
- Sibelius Tchaikovsky, Violin Concertos - Viktoria Mullova/Boston Symphony Orchestra/Boston Pops Orchestra/Seiji Ozawa, 1986 Universal
- Strauss, Don Quixote/Sonata for Cello and Piano - Boston Symphony Orchestra/Emanuel Ax/Seiji Ozawa/Yo-Yo Ma, 1985/1989 SONY BMG
- Strauss, Elektra - Boston Pops Orchestra/Hildegard Behrens/Seiji Ozawa, 1989 Decca
- Strauss, R.: Also sprach Zarathustra - Joseph Silverstein/Boston Symphony Orchestra/Seiji Ozawa, 1982 Philips
- Vivaldi, The Four Seasons - Boston Symphony Orchestra/Joseph Silverstein/Seiji Ozawa, 1982 Telarc
- Ozawa, 75º Anniversario - Te Kanawa/Horne/Battle/Pinnock, 1986/2004 Decca
- Ozawa, L'arte di Seiji Ozawa - Le migliori interpretazioni, Deutsche Grammophon
- Ozawa, A life for music/Una vita per la musica - BPO/WPO/BSO/Saito Kinen/SFSO, 2014 Deutsche Grammophon
- Ozawa, German masterworks. Capolavori tedeschi - Bach/Beethoven/Brahms/Bruckner, 1989/2003 Decca
- Ozawa, The Philips Years - Edizione limitata - 2014 Decca
- The American Album: Bernstein Barber Foss - Boston Symphony Orchestra/Perlman/Ozawa, 1995 EMI - Miglior interpretazione solista di musica classica con orchestra (Grammy) 1996
- New Year's Day Concert 2002 - Seiji Ozawa & Wiener Philharmoniker, Philips - prima posizione in classifica in Austria
- National Anthems: Music of the World - New Japan Philharmonic Orchestra & Seiji Ozawa, 1997 Philips

## DVD parziale
- Orff Beethoven, Carmina burana/Sinf. n. 9 - Ozawa/Battle/Allen/BPO/Saito K, Philips
- Stravinsky, Oedipus Rex - Ozawa/Norman/Langridge/Tanaka, regia Julie Taymor, Philips